# Bolbapium quinquestriatum
Bolbapium quinquestriatum is een keversoort uit de familie mesttorren (Geotrupidae). De wetenschappelijke naam van de soort werd in 1932 gepubliceerd door Antoine Boucomont.